# Thick as a Brick 2
Thick as a Brick 2 (auch TAAB  2) ist das sechste Soloalbum von Ian Anderson, dem ehemaligen Frontmann der Progressive-Rock-Gruppe Jethro Tull. Es ist ein Konzeptalbum.

## Inhalt
Das Album erschien auf den Monat genau 40 Jahre nach dem Konzeptalbum Thick as a Brick von Jethro Tull. Es knüpft mit der Handlung, in deren Mittelpunkt der fiktive, nunmehr rund 50-jährige „Gerald Bostock“ steht, an Thick as a Brick an. Im ersten Teil werden unter dem Thema Divergence (Divergenz) nach drei einleitenden Stücken in je zwei Songs fünf mögliche Lebenssituationen beschrieben: Bostock als gieriger Investment-Bankier, homosexueller Obdachloser, Soldat im Kriegseinsatz, scheinheiliger Pfarrer und als gewöhnlicher, kinderlos verheirateter Ladenbesitzer, der mit seiner Modelleisenbahn spielt. Die vier letzten Stücke des Albums sind unter dem Thema Convergence (Konvergenz) zusammengefasst und beziehen sich zum Teil ebenfalls auf die fünf möglichen Schicksale Bostocks, die im Stück Mulberry Walk in Straßen mit dem Namen Mulberry … scheinbar zusammenführen.
Im März 2012 wurde die fiktive Zeitung St Cleve (www.stcleve.com) im Internet veröffentlicht. Sie knüpft an die gedruckte Zeitung St. Cleve Chronicle & Linwell Advertiser an, die als Cover von Thick as a Brick gedient hatte und die Lokalnachrichten einer ländlichen Gegend parodiert.
Anderson nahm das Album mit den Musikern seiner Ian Anderson Touring Band, darunter dem in Rosenheim geborenen Gitarristen Florian Opahle, und den Gastmusikern Ryan O’Donnell (zusätzlicher Gesang) und Pete Judge (Blechblasinstrumente) auf.
Die Musik lehnt sich wie der Text an das Album Thick as a Brick an. So ist das Einleitungsthema identisch mit der musikalischen Überleitung von A- zu B-Seite auf dem 1972er-Album. Der Schluss ist eine Strophe des Vorgängeralbums; die Schlussworte Thick as a Brick werden aber durch ein two ergänzt. Außerdem finden sich Zitate und Anklänge an die Jethro-Tull-Songs Locomotive Breath und Heavy Horses sowie das Konzeptalbum A Passion Play.
Im Gegensatz zu Thick as a Brick enthält das Album nicht ein langes Stück, sondern 17 Titel. Darunter sind Progressive-Rock-Titel, in denen E-Gitarre und Querflöte dominieren, akustisch gespielte Stücke und gesprochene Worte. Zwischen den Stücken gibt es keine Pausen, so dass der Eindruck eines durchgehenden Werkes entsteht.

## Tournee
Zusammen mit der Touring Band begann Anderson im April 2012 die Thick as a Brick Tour, die im Vereinigten Königreich begann und bis Juni 2013 nach Europa, Nordamerika, Lateinamerika und Japan führte. Bei den Konzerten wurden die beiden Konzeptalben nacheinander in voller Länge gespielt.

## Rezeption
“Jethro Tull’s audaciously ambitious 1972 concept album, Thick As a Brick, made prog-rock history. For the album’s 40th anniversary, frontman Ian Anderson – sans Tull – has crafted a sequel that’s just as ambitious as its predecessor. Like the original, Thick As a Brick 2 comprises one continuous, album-length suite with a linear lyrical narrative but multiple shifts in feel.[…] Trying to follow in the footsteps of such a classic-rock staple could easily have been disastrous, but Anderson triumphs against the odds. Even without his Tull mates, he convincingly picks up where he left off four decades earlier, proving that there are still vital sonic statements to be made within the old-school prog-rock realm.”

„Jethro Tulls kühn-ambitioniertes 1972er Konzeptalbum Thick as a Brick schrieb Prog-Rock-Geschichte. Für den 40. Jahrestag des Albums schuf Ian Anderson – ohne Tull  – eine Fortsetzung, die genau so ambitioniert ist wie der Vorgänger. Wie das Original besteht Thick as a Brick 2 aus einer durchgehenden, albumlangen Suite mit einer linearen Handlung, aber vielfachen Gefühlswechseln.[…] Der Versuch, in die Fußstapfen eines solchen klassischen Rockalbums zu treten, hätte leicht zum Desaster werden können, aber Anderson triumphiert wider Erwarten. Auch ohne seine Tull-Kollegen setzt er überzeugend dort fort, wo er vor vier Jahrzehnten aufgehört hat, und beweist, dass im Prog-Rock-Reich alter Schule noch lebendige musikalische Aussagen zu machen sind.“

- Prog Archives listete mehrere positive Besprechungen des Albums auf und gab vier von fünf Sternen. Das Fazit lautete: Excellent addition to any prog rock music collection (Exzellente Ergänzung zu jeder Prog-Rock-Sammlung).[3]
- Grande Rock schrieb, dass Thick as a Brick 2 ein gutes Album sei, welches einem die guten Erinnerungen an die alte Jethro-Tull-Ära wiederbringe.[4]

## Charts
| ChartsChartplatzierungen       | Höchstplatzierung | Wochen |
| ------------------------------ | ----------------- | ------ |
| Deutschland (GfK)              | 13 (6 Wo.)        | 6      |
| Österreich (Ö3)                | 19 (2 Wo.)        | 2      |
| Schweiz (IFPI)                 | 31 (4 Wo.)        | 4      |
| Vereinigtes Königreich (OCC)   | 35 (2 Wo.)        | 2      |
| Vereinigte Staaten (Billboard) | 55 (2 Wo.)        | 2      |

## Titelliste

### Divergence: intervention, parallel possibilities
Pebbles Thrown
1. From a Pebble Thrown (3:06)
2. Pebbles Instrumental (3:30)
3. Might-have-beens (0:50)

Gerald the Banker
1. Upper Sixth Loan Shark (1:13)
2. Banker Bets, Banker Wins (4:28)

Gerald Goes Homeless
1. Swing It Far (3:28)
2. Adrift and Dumfounded (4:25)

Gerald the Military Man
1. Old School Song (3:07)
2. Wootton Bassett Town (3:44)

Gerald the Chorister
1. Power and Spirit (1:59)
2. Give Till It Hurts (1:12)

Gerald: A Most Ordinary Man
1. Cosy Corner (1:25)
2. Shunt and Shuffle (2:12)

### Convergence: destiny, fate, karma, kismet
A Change of Horses
1. A Change of Horses (8:04)

22 Mulberry Walk
1. Confessional (3:09)
2. Kismet In Suburbia (4:17)

What-ifs, Maybes, Might-have-beens
1. What-ifs, Maybes and Might-have-beens (3:36)

### Special Edition
Die Special Edition enthält noch zusätzlich dieses Material:
- 5.1-Abmischung des Albums von Steven Wilson
- Making-of (ca. 25 Minuten)
- Interviews von Ian Anderson, Steven Wilson und der Ian Anderson Touring Band (ca. 16 Minuten)
- Lesungen der Songtexte von Ian Anderson (ca. 25 Minuten)
- Übersetzungen der Songtexte in mehrere Sprachen, darunter deutsch

### MP3-Download
Zusätzlich gibt es die CD-Version auch als MP3-Download.